# Asteron zabkai
Asteron zabkai är en spindelart som beskrevs av Rudy Jocqué och Baehr 200. Asteron zabkai ingår i släktet Asteron och familjen Zodariidae.
Artens utbredningsområde är New South Wales. Inga underarter finns listade.